# Никольский (Липецкая область)
Никольский — упразднённый посёлок в Лебедянском районе Липецкой области России. На момент упразднения входил в состав Ольховского сельсовета. Исключен из учётных данных в 2001 г.

## География
Посёлок находился на севере центральной части Липецкой области, в лесостепной зоне, к правом берегу реки Дон, в пределах северо-восточных отрогов Среднерусской возвышенности, на расстоянии примерно 5 километров (по прямой) к северу от города Лебедянь, административного центра района.

### Климат
Климат характеризуются как умеренно континентальный, с умеренно холодной продолжительной зимой и тёплым летом. Среднегодовая температура воздуха составляет 4,5 °C. Средняя температура воздуха самого холодного месяца (января) — −9,5 °C; самого тёплого месяца (июля) — 19,5 °C. Среднегодовое количество атмосферных осадков составляет 500 мм, из которых около 65 — 70 % выпадает в тёплый период. Преобладающими ветрами являются юго-западный, западный и северо-западный.

## История
Посёлок упразднён постановлением главы администрации Липецкой области от 09 июля 2001 года № 110.